# Cesnivskîi Rakoveț, Zbaraj
Cesnivskîi Rakoveț (în ucraineană Чеснівський Раковець) este un sat în comuna Hnizdîcine din raionul Zbaraj, regiunea Ternopil, Ucraina.

## Demografie
Componența lingvistică a localității Cesnivskîi Rakoveț
     Ucraineană (99,65%)
     Alte limbi (0,35%)
Conform recensământului din 2001, majoritatea populației localității Cesnivskîi Rakoveț era vorbitoare de ucraineană (99,65%), existând în minoritate și vorbitori de alte limbi.